# Ordine di Logohu
L'Ordine di Logohu è un'onorificenza di Papua Nuova Guinea.

## Storia
L'ordine venne fondato il 12 novembre 2004 assieme a tutti gli altri ordini di benemerenza dello Stato. Esso viene concesso ad oggi per quanti abbiano conseguito in Papua Nuova Guinea delle particolari benemerenze verso lo stato o verso la corona del Commonwealth.
Esso è il secondo ordine cavalleresco del paese dopo l'ordine al Valore.

## Classi
L'Ordine dispone delle seguenti classi di benemerenza che danno diritto a dei post-nominali qui indicati tra parentesi:
- gran compagno (GCL)
- ufficiale (OL)
- membro (ML)
- medaglia (LM)

### Membri attuali
- Sovrano: Carlo III del Regno Unito
- Cancelliere: Paulias Matane

Capi reali
- Anna, principessa reale (2005)

Capi gran commendatori
- Michael Somare (2005) - ex primo ministro della Papua Nuova Guinea
- Josephine Abaijah (2005) - prima donna eletta al Parlamento della Papua Nuova Guinea
- Julius Chan (2005) - ex primo ministro della Papua Nuova Guinea
- John Momis (2005) - parlamentare di lungo servizio e fautore della Costituzione nazionale
- Silas Atopare (2008) - ex governatore generale della Papua Nuova Guinea
- Donatus Mola (2005) - ex capo di Bougainville
- Rabbie Namaliu (2009) - ex primo ministro della Papua Nuova Guinea
- Karl Hesse (2009) - arcivescovo emerito cattolico di Rabaul